# MC Bola
Wallace Santos Ramos, conhecido pelo seu nome artístico MC Bola, (Santos, 25 de setembro de 1982) é um cantor de funk, ficou conhecido em todo o Brasil com seu hit “Ela é Top”. MC Bola, ganhou esse apelido de um tio, quando ainda era pequeno, e o transformou em nome artístico. Naquela época, aos dez anos de idade já era ritmista de escola de samba local, depois de 14 anos de estrada finalmente estouraria nas paradas brasileiras com o hit “Ela é Top”. MC Bola, também é intérprete da escola de samba Brasil, mas encontrou o sucesso em um estilo musical totalmente diferente.
| “ | Canto desde os 16 anos. Quando comecei tinha uma dupla, "Bola & Betinho". Há quatro anos tenho uma carreira solo. | ” |

 MC Bola faz shows em todo o Brasil. No total, são 40 shows por mês.

## Discografia

### Singles
- Ela é Top
- Soltinha (part. Mr. Catra e Dennis DJ)[6]
- É o Chefe[7]
- Menina Treinada
- Lindona (part. MC Guimê, Nego Blue e Dennis DJ)
- Abre Alas
- Positividade (part. MC Magal)